# Macey Kilty
Macey Ellen Kilty (ur. 13 marca 2001) – amerykańska zapaśniczka walcząca w stylu wolnym. Srebrna medalistka mistrzostw świata w 2023 i brązowa w 2024 roku. 
Triumfatorka mistrzostw panamerykańskich w 2024 i 2025. Druga w Pucharze Świata w 2019. Druga na MŚ U-23 w 2019 i 2024; juniorów w 2018 i 2019. Mistrzyni świata kadetów w 2018, trzecia w 2017 roku.
Zawodniczka River Falls High School.